# Kreissparkasse Euskirchen
Die Kreissparkasse Euskirchen ist eine öffentlich-rechtliche Sparkasse mit Sitz in Euskirchen.

## Organisationsstruktur
Die Kreissparkasse Euskirchen ist eine Anstalt des öffentlichen Rechts. Rechtsgrundlagen für die geschäftliche Tätigkeit sind das Kreditwesengesetz der Bundesrepublik Deutschland, das Sparkassengesetz für Nordrhein-Westfalen und die durch den Träger der Sparkasse erlassene Satzung. Organe der Sparkasse sind der Vorstand und der Verwaltungsrat.

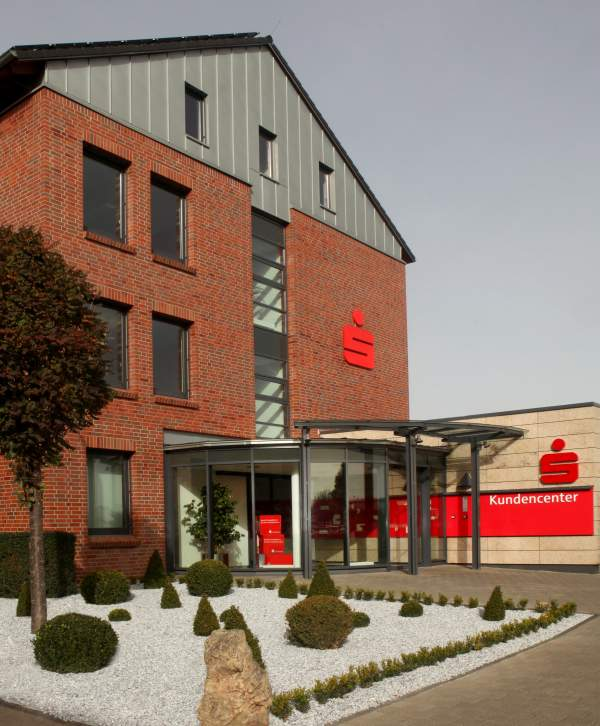
Sparkassenzentrum Euskirchen

## Geschäftsausrichtung

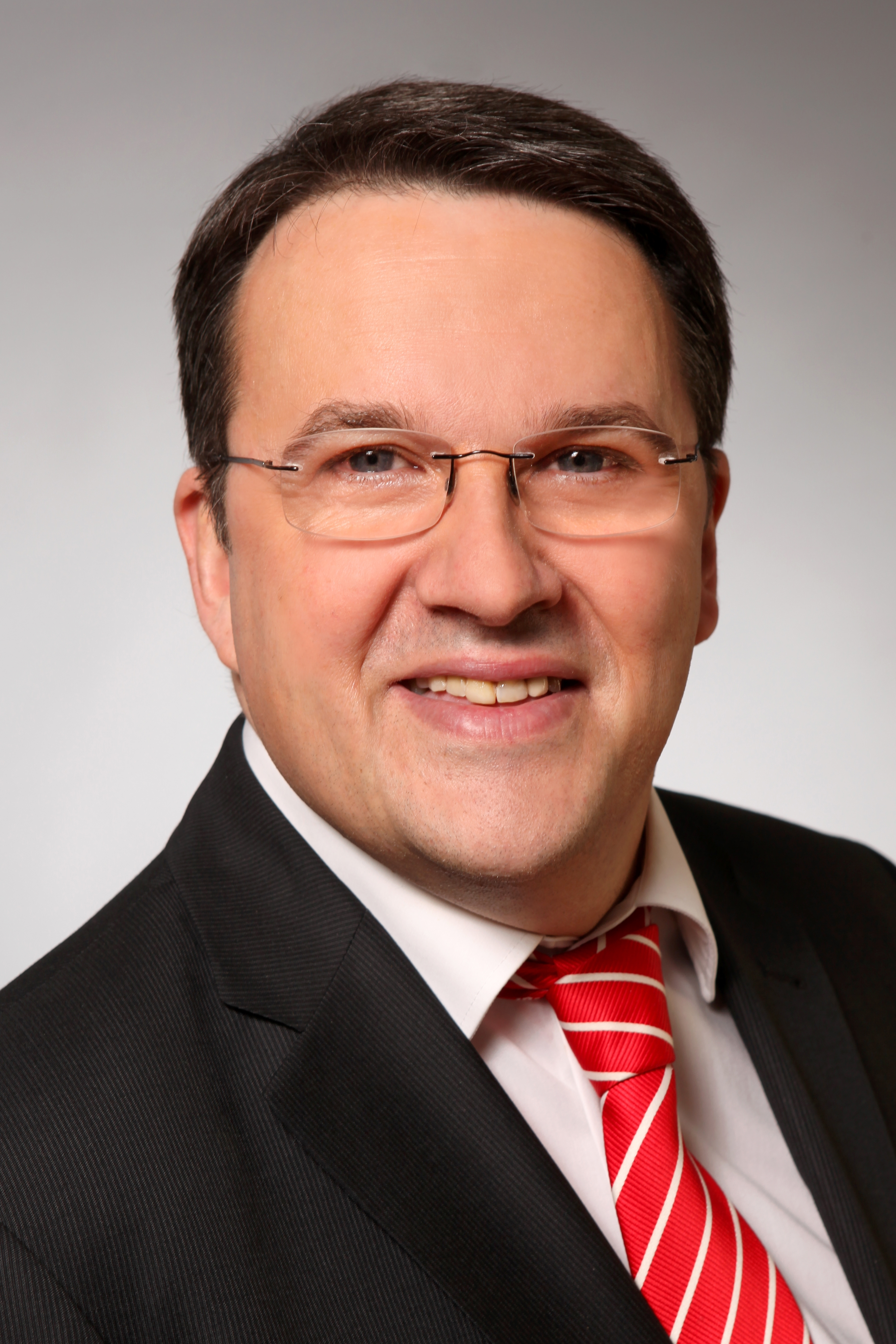
Udo Becker, Vorstandsvorsitzender der Kreissparkasse Euskirchen

Die Kreissparkasse Euskirchen betreibt als Sparkasse das Universalbankgeschäft. Sie ist Marktführer in ihrem Geschäftsgebiet. In den Bereichen Immobilienvermittlung, Bausparen und Finanzieren sowie Versicherungen arbeitet die Sparkasse mit der S Finanz Euskirchen GmbH, einer 100%igen Tochter der Sparkasse, zusammen. Die Kreissparkasse Euskirchen wies im Geschäftsjahr 2023 eine Bilanzsumme von 2,584 Mrd. Euro aus und verfügte über Kundeneinlagen von 2,176 Mrd. Euro. Gemäß der Sparkassenrangliste 2023 liegt sie nach Bilanzsumme auf Rang 192. Sie unterhält 17 Filialen/Selbstbedienungsstandorte und beschäftigt 411 Mitarbeiter.

## Sparkassen-Finanzgruppe
Die Kreissparkasse Euskirchen ist Teil der Sparkassen-Finanzgruppe und gehört damit auch ihrem Haftungsverbund an. Er sichert den Bestand der Institute und sorgt dafür, dass sie auch im Fall der Insolvenz einzelner Sparkassen alle Verbindlichkeiten erfüllen können. Die Sparkasse vermittelt Bausparverträge der regionalen Landesbausparkasse, offene Investmentfonds der Deka und Versicherungen der Provinzial. Im Bereich des Leasing arbeitet die Kreissparkasse Euskirchen mit der  Deutschen Leasing zusammen. Die Funktion der Sparkassenzentralbank nimmt die Helaba wahr.

## Geschichte

### Vorgänger-Institute
Die heutige Kreissparkasse Euskirchen hat mehrere Vorgänger-Institute: 
Der von 1833 bis 1874 amtierende Landrat des Kreises Euskirchen, Johann Peter Schroeder gründete am 26. September 1855 die Kreiskasse Euskirchen, Vorläufer der heutigen Kreissparkasse Euskirchen. Außerdem gab es die Kreissparkasse Schleiden (gegründet 1898), die Städtische Sparkasse Euskirchen (gegründet 1907) und die Sparkasse der Stadt Zülpich. 

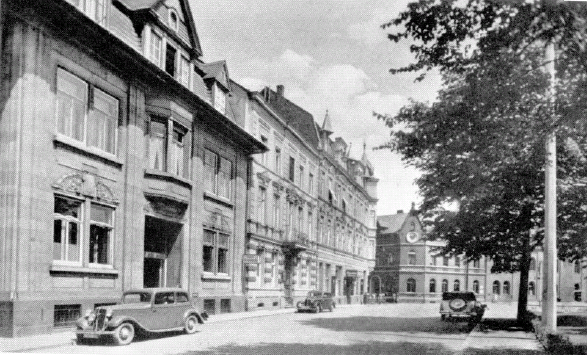
Hauptstelle Alleestraße 1937

### Fusionen
1972 übernahm die Kreissparkasse die Sparkasse der Stadt Zülpich. 1973 wurden die Kreissparkasse Schleiden und die Städtische Sparkasse Euskirchen in die Kreissparkasse integriert. Es blieben alle 43 Geschäftsstellen und die beiden mobilen Filialen (mit 45 Haltepunkten) erhalten. Die Zentrale und die Hauptgeschäftsstelle wurden in der Alleestraße angesiedelt. 
1999 wurden die Backoffice-Bereiche im neuen Sparkassenzentrum in der Von-Siemens-Str. zusammengefasst.
2005 wurde die Hauptgeschäftsstelle in der Alleestraße komplett renoviert und dort auch das Parkhotel eröffnet. Im Jahr 2018 hat die Welcome Hotelgruppe mit Sitz in Frankfurt am Main den Gebäudekomplex erworben.

## Geschäftsgebiet
Das Geschäftsgebiet umfasst den derzeitigen Kreis Euskirchen. Die Kreissparkasse ist mit vollwertigen Geschäftsstellen in neun Kommunen des Kreisgebietes vertreten. In zwei Kommunen ist sie mit einem SB Center vertreten. Außerdem wurde eine mobile Geschäftsstelle eingesetzt, die freitags den Blankenheimer Gemeindeteil Dollendorf angefahren hat.

## Geschäftszahlen
Die Kreissparkasse Euskirchen wies im Geschäftsjahr 2023 eine Bilanzsumme von 2,584 Mrd. Euro aus und verfügte über Kundeneinlagen von 2,176 Mrd. Euro. Gemäß der Sparkassenrangliste 2023 liegt sie nach Bilanzsumme auf Rang 192. Sie unterhält 17 Filialen/Selbstbedienungsstandorte und beschäftigt 411 Mitarbeiter.

## Gesellschaftliches Engagement
Die Sparkasse unterstützt zahlreiche Veranstaltungen und ist regelmäßig im Jugendbereich aktiv. Beim Planspiel Börse lernen Schülerinnen und Schüler, wie die Welt der Fonds und Aktien funktioniert. 
Auch den Wettbewerb „Jugend musiziert“ unterstützt die Sparkasse seit vielen Jahren. 
Viele Vereine und Initiativen im Bereich Sport, Kultur und soziale Projekte werden regelmäßig von der Sparkasse durch Spenden und Sponsoring gefördert. 
Die Sparkasse unterhält zwei Stiftungen, die Projekte und Initiativen in der Region für die Region fördern: die Bürgerstiftung der Kreissparkasse Euskirchen und die Kultur- und Sportstiftung der Kreissparkasse Euskirchen. Im Stiftungsjahr 2021 schütteten beide Stiftungen über 1.000.000 Euro an 470 Vereine und Initiativen aus.
Eine gemeinsame Stiftung der Stadt Euskirchen und der Kreissparkasse wurde gegründet.
Im Bereich der Wirtschaftsförderung ist die Sparkasse u. a. aktiv bei
- Berufsbildungszentrum Euenheim Homepage Euenheim
- Eifel-Touristik Agentur NRW e.V. Homepage Eifeltouristik
- S-UBG Unternehmensbeteiligungsgesellschaft im Wirtschaftsraum Aachen AG
- S-VC Risikokapital-Fonds der Wirtschaftsregion Aachen GmbH Datenbank Genios
- Aachener Gesellschaft für Innovation und Technologietransfer AGIT mbH